# Agost (pel·lícula)
Agost (títol original en anglès, August: Osage County) és una comèdia d'humor negre de 2013 dirigida per John Wells i escrita per Tracy Letts. La història és una adaptació al cinema de l'obra teatral guanyadora del Premi Pulitzer del mateix guionista i és protagonitzada per Meryl Streep i Julia Roberts.
La seva estrena va tenir lloc el 9 de setembre de 2013 al Festival Internacional de Cinema de Toronto aconseguint, a partir d'aquest moment, molt bones crítiques per les seves protagonistes que van arribar a estar nominades als Premis Oscar i Globus d'Or d'aquell any per les seves interpretacions de Violet i Barbara Weston.
A Catalunya la pel·lícula va ser doblada al català amb el suport del Departament de Cultura i es van distribuir 15 còpies doblades i una en VO amb subtítols en català.

## Argument
El títol de l'obra defineix el lloc i moment de la història: un agost calorós i anormal en una zona rural als afores de Pawhuska, Oklahoma. Beverly Weston (Sam Shepard) desapareix en estranyes circumstàncies i la seva dona Violet (Meryl Streep) crida les seves filles i la seva germana perquè li vagin a donar suport.

## Repartiment
- Meryl Streep: Violet Weston
- Julia Roberts: Barbara Weston-Fordham
- Ewan McGregor: Bill Fordham
- Chris Cooper: Charles Aiken
- Abigail Breslin: Jean Fordham
- Benedict Cumberbatch: "Little Charles" Aiken
- Juliette Lewis: Karen Weston
- Margo Martindale: Mattie Fae Aiken
- Dermot Mulroney: Steve Heidebrecht
- Julianne Nicholson: Ivy Weston
- Sam Shepard: Beverly Weston
- Misty Upham: Johnna Monevata

## Producció
En John Wells la va dirigir mentre que en Bob i en Harvey Weinstein juntament amb l'Steve Traxler, en Jean Doumanian i en George Clooney la van produir. La Renée Zellweger i l'Andrea Riseborough van ser considerades pels papers femenins de la pel·lícula. Tanmateix, l'Andrea Riseborough no hi va poder participar per problemes d'agenda i la Juliette Lewis la va substituir. La Chloë Grace Moretz també va participar en el càsting pel paper de Jean Fordham.

### Rodatge
El rodatge principal va tenir lloc entre el 16 d'octubre i el 8 de desembre de 2012 a Bartlesville i a Pawhuska (Oklahoma); també a Los Angeles (Califòrnia).

## Premis i nominacions
Les interpretacions de Meryl Streep i Julia Roberts a Agost van donar a la pel·lícula una forta rellevància a la temporada de premis cinematogràfics 2013-2014. De tots ells, els més destacats són els següents:

### Nominacions
- 2014: Oscar a la millor actriu per Meryl Streep
- 2014: Oscar a la millor actriu secundària per Julia Roberts
- 2014: Globus d'Or a la millor actriu musical o còmica per Meryl Streep
- 2014: Globus d'Or a la millor actriu secundària per Julia Roberts
- 2014: BAFTA a la millor actriu secundària per Julia Roberts